# Masud Sultan Mirza
Masud Sultan Mirza fou un príncep timúrida, fill de Sultan Mahmud Mirza i de Khanzada Begum (filla del mir de Tirmidh o Termez).
A la mort del seu pare el gener del 1495, l'emir Khusraw Shah, que havia esdevingut l'home més influent a l'estat, es va apoderar de part del tresor. Quan es va saber el poble de Samarcanda va sortir al carrer així com els soldats i es va produir un tumult. L'emir Ahmad Hajji Beg i els begs tarkhanis van sufocar l'aldarull i van escortar a Khusraw fora de la ciutat cap a Hisor (on exercia el govern de Kunduz). El govern de Hisor havia estat concedit pel pare un temps abans a Masud Sultan Mirza, mentre el seu germà Baysunkur Mirza rebia Bukharà; els dos prínceps havien estat enviats als seus governs i no havien tornat a Samarcanda ni hi eren presents a la mort de Mahmud. Els emirs de Samarcanda, després d'apartar Khusraw Shah, van acordar enviar a Baysunkur o Baysonghor Mirza des de Bukharà a Samarcanda i posar-lo al tron. Així es va fer i Baysonghor fou proclamat als 18 anys. El seu germà Masud conservava Hisor, i el seu cosí Baber governava a Andijan excepte a Khujand que se'n havia separat el 1494 passant a Sultan Ahmad Mirza (juny-juliol 1494), a Sultan Mahmud Mirza (juliol 1494 a gener 1495) i ara a Baysunkur.
L'hivern del 1495-1496 Husayn Baykara d'Herat va dirigir el seu exèrcit des del Khurasan contra Hisor i es va acostar a Tirmidh. Masud Sultan Mirza va reunir les seves forces i va marxar cap a Tirmidh. Khusrawu Shah va reunir la seva gent a Kunduz per ajudar a Masud i va enviar al seu germà Wali Beg; els dos exèrcits van romandre bona part de l'hivern una enfront de l'altra al riu, sense creuar-lo; Baykara va fer un habil moviment i va portar un contingent a l'altre costat i quan Masud ho va saber en lloc d'atacar als que havien creuat, es va retirar cap a Hisor, sense escoltar els consells de Wali. Baykara va creuar llavors el riu amb la resta del seu exèrcit i va enviar els seus fills Badi al-Zaman i Ibrahim Husayn Mirza, amb alguns emirs, contra Khusraw Shah; l'altra fill Muzaffar Husayn Mirza amb altres emirs contra el districte de Khutian i ell mateix va marxar contra Hisor. Masud no va jutjar prudent restar a la ciutat i se'n va anar a la vall del Kam Rud i via Saratak, es va reunir amb el seu germà Baysunkur a Samarcanda; Wali Beg va evacuar el districte de Khutian. Els amis van resistir a Hisor; un destacament atacat per Baykara va derrotar les forces d'aquest però Hisor va quedar assetjada; es van fer alguns assalts i el setge va durar dos mesos i mig. Mentre Badi al-Zaman fou sorprès per les forces de Khusraw Shah que va aconseguir la seva única gran victòria en la vida que li va portar milers de voluntaris als seus rangs; Badi al-Zaman es va retirar cap a les muntanyes Alghu de Taliqan. Khusraw Shah, que era a Kunduz, va enviar al seu germà Wali, per fustigar a la gent de Badi al-Zaman. Mentre Baykara romania a la rodalia d'Hisor; prengué a Bega Begum, filla de Sultan Mahmud Mirza, i la va casar amb el seu fill Haydar Mirza. Llavors es va retirar d'Hisor i es va dirigir a Kunduz on també va assetjar la ciutat. Finalment, per la mediació de Badi al-Zaman es va acordar la pau, es van bescanviar presoners i Baykara i els seus es van retirar. L'atac contra Khusraw Shah havia fracassat de fet. Al retorn Husayn Baykara va donar el govern de Balkh al seu fill Badi al-Zaman i el territori d'aquest (Astarabad) el va assignar a un altre fill, Muzaffar Husayn Mirza i els va fer jurar lleialtat en una assemblea a cada província (cosa que va molestar a Badi al-Zaman que es va revoltar poc després, ja que volia el govern d'Astarabad pel seu fill).
Després de la derrota de Baysunkur Mirza a Bukharà contra Ali Sultan Mirza, el seu germà Masud Sultan Mirza i el seu beg Khusraw Shah (passada l'amenaça de Husayn Baykara que ja s'havia retirat a Xahrisabz) van decidir atacar Samarcanda (a la que Masud tenia dret per ser el germà gran). També Baber d'Andijan aspirava a dominar la prestigiosa ciutat. Amb l'habitual suport del seu germà Wali Beg, les forces de Khusraw Shah, al servei de Masud, van assetjar Samarcanda, mentre Baber també marxava contra la ciutat que era alhora atacada per Ali Sultan Mirza. Durant les operacions que van durar entre tres i quatre mesos, Ali Sultan va enviar a Khwaja Yahya a oferir a Baber un acord de pau; Baber es va retirar i Ali Sultan va fer el mateix; com que s'acostava l'hivern i a Samarcanda no hi havia escassedat, Baber va decidir retornar a Andijan i Ali Sultan va tornar a Bukharà. Masud Sultan, que a més de Samarcanda volia a la filla de Shaykh Abd Allah Barlas, la va aconseguir i llavors també va tornar a Hisor.
L'estiu de 1497 una revolta de Badi al-Zaman a Balkh, amb el seu atac a Herat, havia estat derrotada i el rebel s'havia refugiat amb Khusraw Shah a Kunduz; aquest havia anat augmentant el conflicte amb Masud i una vegada amb Badi al-Zaman al seu costat, va enviar a aquest, al seu germà Wali Beg i a un tercer germà de nom Baki Beg, contra Hisor; prop de la ciutat es van produir els primers xocs; després d'uns dies d'enfrontaments es va ajustar una fràgil pau i la gent de Khusraw es va retirar. Badi al-Zaman va obtenir llavors els serveis de Dhu l-Nun Arghun i el seu fill Shuja que ocupaven les muntanyes de Kandahar i Zamindawar.
Mentre Baber va entrar a Samarcanda (en una data no precisada de novembre (després d'un setge de set mesos). Baysunkur Mirza, amb 200 o 300 homes, va fugir cap a la ciutat de Turkestan (Yasi) i després cap a Kunduz amb Khusraw Shah. Quan era prop de Tirmidh fou atacat pel governador d'aquesta (per compte de Masud) Sayyid Husayn Akbar (parent i confident de Masud); Baysunkur va poder passar el riu i fugir. Quan va arribar a Kunduz fou ben rebut per Khusraw.
Per manca de botí els homes de Baber se'n tornaven a casa a Andijan (Vall de Fergana); un dels caps militars principals era Sultan Ahmad Tambal, darrerament situat a una mena d'estat major de Baber. Retornat a Andijan, Tambal va conspirar amb Awzun o Auzun Hasan, que Baber havia deixat encarregat del govern (junt amb Ali Dost Taghai) en la seva absència. Els dos homes van intentar convèncer a Baber de donar el govern d'Andijan i Akhsi al seu germà Jahangir Mirza, una personalitat més dèbil que podrien dominar fàcilment. Quan Baber va refusar la petició dels dos homes, aquestos van aixecar un exèrcit que va anar d'Akhsi, on era Tambal, fins a Andijan, i van assetjar la fortalesa on Ali Dost Taghai estava disposat a resistir. La mare i l'àvia de Baber, i diversos caps religiosos, eren a la ciutadella. Just en aquell moment Baber es va posar malalt i durant 4 dies no va poder ni parlar; mentre estava així va arribar un missatger dels rebels que va veure com estava de malalt Baber, i al retorn a Andijan va informar de la situació, però al mateix temps també ho va fer saber a Ali Dost Taghai amb el que a aquest només li quedava l'opció de rendir-se; al mateix moment que passava això Baber ja s'estava recuperant i al cap de poc més de tres mesos de la conquesta de Samarcanda fou forçat a abandonar-la el febrer de 1498 per anar a Andidjan. Quan va arribar a Khudjand es va assabentar que la fortalesa s'havia rendit, i d'altra part els pocs homes que havia deixat a Samarcanda havien perdut el control davant d'Ali Sultan Mirza. El poder efectiu a Samarcanda de fet va quedar en mans de Khoja Yahya (o Khoja Muhammad Yahya), fill d'Hodji Ahrar (Khwaja Ubaydallah), els ancestres del qual ja exercien el càrrec de Shaykh al-Islam a la ciutat feia quatre-cents anys. El poder a Andijan havia passat a Jahangir Mirza i de fet a Auzun Hasan i Ahmad Tambal. Baber es va quedar a Khudjand; Mahmud Khan va acceptar atacar Andijan i va envair el territori, però fou frenat per la resistència a Akhsi. Sultan Muhammad Khanika (fill de Mahmud) i el seu guardià Ahmad Beg, foren enviats a Baber amb 5.000 homes però quan anava a atacar, els uzbeks van atacar el kanat de Mogulistan i les forces de Mahmud es van haver de retirar. Baber va tornar a demanar ajut i el Khan va nomenar a Sayyid Muhammad Husain (Doghlat), Ayub Bogchik i Jan-Hasan Barm per reunir-se amb Baber amb uns 7.500 homes. Amb aquest suport va intentar ocupar Andijan però els mongols van abandonar l'exèrcit perquè era el temps de la recollida de melons.
Khusraw Shah mentre, acompanyat de Baysunkur Mirza, va sortir a la primavera de Kunduz cap a Caghaniyan; va enviar un missatge a Hisor per a Masud Mirza en què li demanava que anés a prendre Samarcanda i que si ho aconseguia governaria allí i un altre membre de la dinastia hauria d'agafar el tron a Hisor; precisament en aquell moment Masud estava en mala posició davant els begs d'Hisor perquè havia concedit massa favors a Shaykh Abd Allah Barlas, que era el seu sogre i li havia donat el districte de Khuttal i altres concessions; molts begs van deixar el seu servei. veient a Khusraw com un aliat, Masud no el va temer i així el beg va poder ocupar el Caghaniyan, rodejar Hisor i derrotar a la guarnició, entrant a la ciutat. Masud va fugir a Khuttal amb el seu sogre; pel camí va travessar el riu Aubaj i es va presentar als dominis d'Husayn Baykara (a la zona de Balkh). Mentre Khusraw Shah va decidir posar a Baysunkur al tron d'Hisor, i va concedir el Khuttal al seu germà Wali Beg. Al cap d'uns dies es va dirigir a Balkh on Ibrahim Husayn Mirza que era el seu governador (fill de Husayn Baykara d'Herat), romania amb diversos begs del seu pare. Khusraw i Baysunkur van iniciar el setge que no va aconseguir res. Mentre Wali Beg anava a assetjar Shabarghan i assolava la regió, però no va poder establir un setge regular i es va haver de conformar amb els saquejos dels pobles propers capturant 100.000 ovelles i 3.000 camells.
Masud Sultan Mirza va arribar a Herat amb el seu seguici al mateix moment que una força que venia d'Astarabad (on el fill de Baykara, Muhammad Husayn Mirza havia estat deposat) i la presència d'aquestos dos contingents va frustrar un atac sorpresa a Herat de Badi al-Zaman i el beg Dinastia ArghunArghun, que davant d'aquestes forces es van haver de retirar cuita corrent. Masud fou ben rebut per Husayn baykara (del qual era el seu gendre), però al cap de poc temps, a instigació del beg Baqi, va marxar sense demanar autorització i es va presentar a Khusraw Shah. Aquest per la seva banda ja tenia a la seva virtual cort de Kunduz a Baysunghur Mirza (ex sultà de Samarcanda) i darrerament a Miran Shah Mirza, fill d'Ulugh Beg II de Kabul (que s'havia revoltat contra el seu pare sense èxit amb suport dels hazares, però havia acabat expulsat per aquestos pels "seus actes immoderats"). Alguns aconsellaven a Khusraw Shah matar als tres prínceps timúrides i llegir la khutba en nom propi, però Khusraw no ho considerava factible encara; però si que va optar per eliminar un rival potencial fent cegar a Masud. Aquest, després de patir el turment, fou portat a Kish per alguns servidors i van intentar que fos acollit pel seu germà Ali Sultan Mirza de Samarcanda, però com que el clan d'Ali Sultan esdevenia amenaçador, van haver de fugir creuant el riu Aubaj i retornant amb Husayn Baykara d'Herat. Després Khusraw va enviar a Baysunkur a Hisor com a sultà i a Miran Shah Mirza el va enviar a Barman amb Sayyid Qasim per ajudar-lo.	
Devia morir a Herat un temps després, però la seva mort no s'esmenta.